# Oberonia menghaiensis
Oberonia menghaiensis är en orkidéart som beskrevs av Sing Chi Chen. Oberonia menghaiensis ingår i släktet Oberonia och familjen orkidéer. Inga underarter finns listade i Catalogue of Life.